# Homero Ferreira
Homero Ferreira (Rio de Janeiro, 1929 – Rio de Janeiro, 2 de fevereiro de 2015) foi um compositor brasileiro.
Sua primeira composição gravada foi a marchinha "O que foi que eu fiz", parceria com os irmãos Renato Ferreira e Ivan Ferreira, lançada em 1952 pela gravadora Carnaval na voz de Geraldo Alves. Na mesma época o comediante Castrinho gravou também pela Carnaval a "Marcha do patati-patatá", com Renato Ferreira e Ivan Ferreira.
Teve seu maior êxito como compositor com a marchinha "Me Dá um Dinheiro Aí", de sua autoria, e interpretada pelo ator e cantor Moacyr Franco. É irmão dos compositores Glauco e Ivan Ferreira.
Em 2006, ele foi o ganhador do primeiro Concurso Nacional de Marchinhas Carnavalescas da Fundição Progresso, com a marcha "Tá, tá muito bom" (também conhecida como "Marcha do viagra"), em parceria com Chiquinho

## Obras
- "Cara Feia"
- "Colher de Chá" (com Ivan Ferreira e Renato Ferreira)
- "Garota Popozuda"
- "Juba de Leão" (com Glauco Ferreira e Renato Ferreira)
- "Marcha do Patati-patatá" (com Renato Ferreira e Ivan Ferreira)
- "Me Dá Um Dinheiro Aí" (com Glauco Ferreira e Ivan Ferreira)
- "Me Paga Um Óleo Aí" (com Glauco Ferreira)